# Lasiochlaena anisea
Lasiochlaena anisea är en svampart som beskrevs av Pouzar 1990. Lasiochlaena anisea ingår i släktet Lasiochlaena och familjen Fomitopsidaceae.   Inga underarter finns listade i Catalogue of Life.